# Укрштене речи (књига)
Укрштене речи је књига коју је 4. марта 2024. године објавио српски рок музичар Зоран Костић Цане у издању издавачке куће Лагуна.

## О аутору
Зоран Костић, познатији као Цане, (Београд, 17. август 1964) је српски и југословенски рок музичар, најпознатији као певач и фронтмен групе Партибрејкерс. Певачку каријеру је започео у групи Урбана герила. Касније је постао фронтмен групе Радничка контрола са којом је последњи пут наступио у октобру 1981. године у Љубљани, као предгрупа групи Шарло акробата на њиховом последњем концерту. Годину дана касније, у августу 1982. године, основао је групу Партибрејкерс. Од 2014. године члан је супергрупе Шкртице.

## О делу
„Ово није љубазна књига, читаоче, из ње нећеш моћи спокојно себи да рецитујеш поезију. Свака песма је овде, не сусрет, већ суочење. Држаће те будним, неће ти дати да предахнеш, имаћеш непрекидно утисак да те посматра огледало.
Овде песме вичу и кад шапућу, мисли су оштрих ивица и дурске и молске. Риме су некад прекори, некад ругалице. Зато што се у овим песмама један човек бескомпромисно хвата укоштац са судбином и животом: својим, али и твојим.
Што је дуже читаш, ова књига те више забрињава, растужује, и све више те се тиче. Кад је савладаш до краја, наћи ћеш једну танку златну нит : ово је књига која ће ти дати храбрости и неће те оставити без наде.” — Ивана Димић, српски писац и драматург.
На веб-сајту издавачке куће Лагуна, песме из збирке песама Укрштене речи описали су као огледало окренуто према вама, које мотивишу и покрећу на делање. Суочиће вас са истином, држати будним и неће вам дати да предахнете. Један човек, а то може бити свако од нас, бескомпромисно се хвата укоштац са судбином и животом, и не намерава да поклекне. Иако књига забрињава и растужује, она пре свега пружа утеху и охрабрује.
Збирка песама Укрштене речи промовисана je 26. марта 2024. године у кафетерији Букмаркер књижаре Делфи СКЦ у Београду.